# Histopona torpida
Histopona torpida är en spindelart som först beskrevs av Carl Ludwig Koch 1837.  Histopona torpida ingår i släktet Histopona och familjen trattspindlar. Inga underarter finns listade i Catalogue of Life.